# Gare de Marseillan-Plage
Gare de Marseillan-Plage – przystanek kolejowy w Marseillan, w departamencie Hérault, w regionie Oksytania, we Francji.
Stacja została otwarta pod nazwą Onglous w 1857 przez Compagnie des chemins de fer du Midi et du Canal latéral à la Garonne. Jest przystankiem kolejowym Société nationale des chemins de fer français (SNCF), obsługiwanym przez pociągi TER Languedoc-Roussillon.